# Vezio Crisafulli
Vezio Crisafulli (Genova, 9 settembre 1910 – Roma, 21 maggio 1986) è stato un giurista e costituzionalista italiano.

## Biografia
Suo padre era un alto magistrato, ed egli stesso entrò in magistratura, prendendo anche parte alla commissione che nel 1939 redasse un progetto di codice di procedura civile ("progetto definitivo Solmi") che tuttavia non vide mai la luce. In seguito lasciò la magistratura per dedicarsi a tempo pieno all'attività accademica.
Dopo un'iniziale adesione al fascismo - fu redattore della rivista di scienze politiche "Lo Stato" di Carlo Costamagna - se ne distaccò dopo la caduta del regime il 25 luglio 1943. Nell'agosto 1943 partecipò alla fondazione del Partito Socialista Italiano di Unità Proletaria. Successivamente aderì al Partito Comunista Italiano e iniziò a scrivere articoli su L'Unità. Nel 1945 fu redattore della rivista "Società". Dal luglio 1944 all'ottobre 1948 fu commissario straordinario dell'Inail, e alle elezioni politiche del 1953 fu candidato dal PCI in due collegi senatoriali di Roma, ma non fu eletto. 
A seguito della Rivoluzione ungherese del 1956 firmò il Manifesto dei 101 e, come gli altri firmatari, lasciò il PCI. Successivamente si avvicinò al PSDI, schierandosi con l'ala più moderata del partito rappresentata da Paolo Rossi. Nel 1965 partecipò ad "Alleanza Costituzionale", un movimento fondato da Giuseppe Maranini che aveva lo scopo di proporre modifiche alla costituzione repubblicana in direzione di una maggiore separazione dei poteri e nella modifica della legge elettorale in senso maggioritario.
Insegnò diritto costituzionale, diritto pubblico e giustizia costituzionale nelle Università di Urbino, Trieste, Padova e Roma, dove concluse la sua carriera accademica nel 1985. Fu anche preside della facoltà di giurisprudenza di Urbino.
Il 14 maggio 1968 venne nominato membro della Corte costituzionale dal presidente della Repubblica Giuseppe Saragat. Nel 1955 era stato il candidato del PCI all'elezione di uno dei cinque membri della Corte eletti dal parlamento in seduta comune, ma non avendo raggiunto il numero di voti necessario per essere eletto dopo numerosi scrutini andati a vuoto il partito si risolse a ritirare la sua candidatura, aprendo la corsa a Nicola Jeager che fu eletto. Il suo mandato sarebbe dovuto scadere il 25 maggio 1977, ma essendo la Corte impegnata in sede penale nel processo relativo allo scandalo Lockheed, fu prorogato.
Con decreto del Presidente del Consiglio dei ministri del 7 maggio 1981, insieme ad Aldo Sandulli e Lionello Levi Sandri fu nominato membro del Comitato amministrativo di inchiesta con il compito di accertare se concorressero i presupposti di fatto e di diritto per ritenere che la loggia P2 fosse da configurare come associazione segreta, "vietata in quanto tale dall'articolo 18 della Costituzione, anche in relazione alla sospetta esistenza di elenchi di associati occulti, ovvero al presunto perseguimento di fini diversi da quelli dichiarati".
Il  16 giugno 1981 il comitato espresse a maggioranza il parere che la loggia P2 offrisse elementi di segretezza non consentiti dalla Costituzione, ma Crisafulli, motivando, fu dissenziente. 
Oltre a scrivere su riviste giuridiche, fu fondista del quotidiano Il Tempo.
Morì nel 1986 all'età di 75 anni.

## Scuola e pensiero
Allievo di Santi Romano, è stato uno dei maggiori costituzionalisti italiani della seconda metà del Novecento e il maestro di Livio Paladin, Antonio D'Atena, Lorenza Carlassare, Franco Modugno, Sergio Bartole, Fausto Cuocolo.
All'epoca della pubblicazione della seconda parte, le "Lezioni" rappresentarono una vera e propria frattura rispetto alle teorie tradizionali in materia di fonti del diritto e di giustizia costituzionale: "in materia di fonti del diritto la teoria crisafulliana ha lasciato i segni più forti; non soltanto è alla base di ogni elaborazione successiva, ma è stata ed è tuttora essenziale per la costruzione delle tecniche di decisione che hanno consentito alla Corte costituzionale di risolvere questioni delicate".
Poco prima della sua scomparsa diede alle stampe un'altra importante raccolta di saggi in cui, tra l'altro, lamentava la "crisi profonda che attanaglia la nostra Repubblica, e che non si restringe soltanto al funzionamento del sistema di governo (al problema come si suol dire della governabilità) ma investe - senza dubbio - i più diversi settori della vita associata e le molteplici istituzioni che dovrebbero cementarla ed assicurare la stabilità".
Nella V appendice di aggiornamento all'Enciclopedia italiana, è apparsa una breve voce per tratteggiarne il profilo di studioso.

## Aneddoti
Tra i suoi aforismi, che esprimevano un sarcastico relativismo giuridico, ancora citati sono quello secondo cui "i filosofi del diritto spendono la loro vita nel vano e risibile tentativo di farsi accettare come giuristi dai giuristi e come filosofi dai filosofi" e quello per cui il responso della storia è l'unico "che può trasformare il bandito in un eroe, il criminale politico in un padre della Patria".

## Opere
Tra le sue numerose opere si devono ricordare:
- V. Crisafulli, La Costituzione e le sue disposizioni di principio, Milano, Giuffrè 1952.
- V. Crisafulli, Lezioni di diritto costituzionale, Cedam, Padova, I (1970) e II (1984, 2ª ed.).
- V. Crisafulli, La sovranità popolare nella Costituzione italiana, in Scritti in mem. V.E. ORLANDO, I, Padova, 1957.
- V. Crisafulli, Aspetti problematici del sistema parlamentare vigente in Italia, in Studi in on. E. CROSA, I, Milano.
- V. Crisafulli, Stato, popolo, governo: illusioni e delusioni costituzionali, Milano, Giuffrè, 1985.
- V. Crisafulli, Le funzioni della Corte Costituzionale nella dinamica del sistema: esperienze e prospettive, in G. MARANINI (a cura di), La giustizia costituzionale, Firenze, 1966.